# Reith (Gemeinde Ottenschlag)
Reith ist eine Ortschaft in der Marktgemeinde Ottenschlag im Bezirk Zwettl in Niederösterreich.

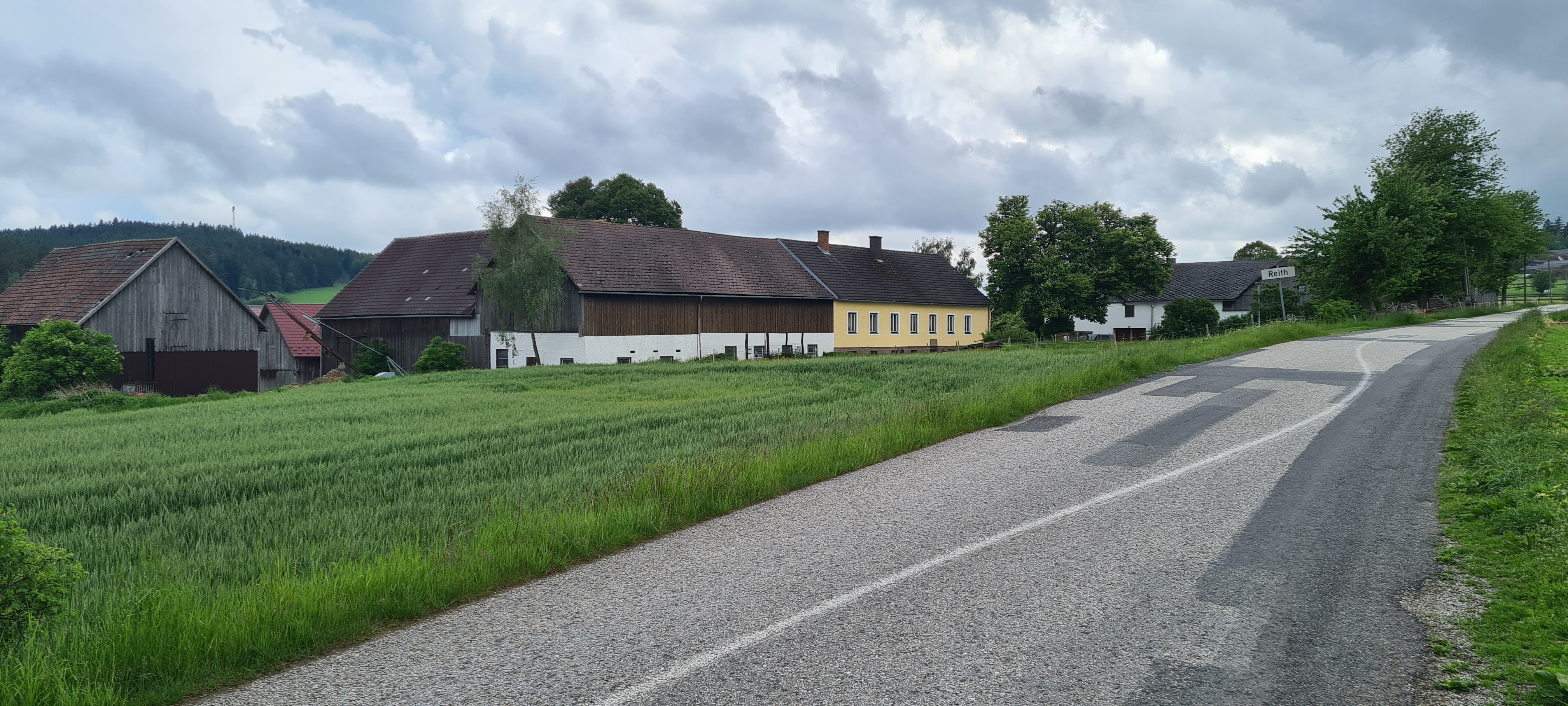
Blick auf Reith

## Geografie
Die Ortslage nordöstlich von Endlas bestand am 1. April 2020 aus 5 Adressen.

## Geschichte
Der Ort wird 1751 im Historischem Ortslexikon Niederösterreich aus 3 Urlehen bestehend erwähnt.
Im Jahr 1822 wurde der Ort als Dorf mit neun Häusern genannt, das nach Ottenschlag eingepfarrt war, wohin auch die Kinder eingeschult wurden. Die Herrschaft Ottenschlag besaß die Ortsobrigkeit, übte die Landgerichtsbarkeit aus, besorgte die Konskription und hatte die Grundherrschaft inne.
Im Franziszeischen Kataster von 1823 ist der Ort mit drei Gehöften verzeichnet.
Nach dem Umbruch 1848 war Reith zunächst dem Amtsbezirk Ottenschlag und bis 1938 dem Bezirk Pöggstall zugeteilt.
Nach der Entstehung der Ortsgemeinden 1849 wurde der Ort ein Teil der Katastralgemeinde Endlas in der Gemeinde Neuhof.
Die kleine Kapelle im Ort wurde 1917 errichtet.
Laut Adressbuch von Österreich war im Jahr 1938 im Weiler Reith ein Sägewerk verzeichnet.
Im Zuge der Niederösterreichische Kommunalstrukturverbesserung wurde der Ort durch die Auflösung der Gemeinde Neuhof am 1. Januar 1968 ein Teil von Ottenschlag, die nordöstlich liegende Rotte Hammerwerk wurde 1998 als eigene Ortschaft ausgegliedert.